# RD-250
RD-250은 러시아의 로켓 엔진이다.

## 역사
우크라이나 국영 우주로켓 제조업체 유즈마쉬에서 생산되었다. 1965년 12월 16일 최초로 시험발사되었다. 2개의 로켓 엔진을 묶은 형태다
2016년 기준으로, 세계최대의 ICBM인 러시아 SS-18 사탄 핵미사일의 엔진이 RD-250 계열이다. 사탄 핵미사일은 상업용 우주발사체인 싸이클론 1호, 싸이클론 2호, 싸이클론 3호, 드네프르 로켓으로도 사용되었다.
연료로 사산화 이질소(N2O4), 산화제로 UDMH를 사용하며, 추력 90톤이다. SS-18 사탄은 RD-250 4개를 묶어서 1단, RD-250 1개를 2단으로 사용한다.

## 북한
북한 최초의 ICBM인 화성 14호의 1단이 RD-250 1개를 사용한다. 북한은 RD-250이 아니라 백두엔진이라고 부른다.
2017년 8월 14일, 마이클 엘먼 국제전략문제연구소(IISS) 선임연구원은 "그 어떤 국가도 그렇게 짧은 시간에 중거리 미사일 기술에서 ICBM으로 전환한 적이 없다"면서 "북한은 외부로부터 고성능 액체추진 엔진(LPE)을 획득했다. 불법적 방법으로 우크라이나에서 왔을 것으로 보인다"는 보고서를 발표했다. 2015년 파산위기까지 맞은 우크라이나 국영 유즈마쉬가 SS-18 ICBM의 RD-250 엔진을 암시장을 통해 북한에 팔았을 가능성이 있다는 것이다. 엘먼 연구원은 유즈마쉬와 연계를 맺고 있는 러시아의 거대 미사일 기업 에네르고마쉬도 역할을 했을 가능성을 배제하지 않고 있다. 그는 상당수의 RD-250 엔진 재고가 러시아에도 있을 것으로 추정했다.
2011년 7월, 벨로루시 주재 북한 무역대표부 직원인 류성철과 이태길이 우크라이나 드니프로에서 유즈노예의 직원을 매수, 기밀로 분류된 유즈노예의 논문들을 차고에서 촬영하다가 우크라이나 경찰에 체포되었다. 이후 우크라이나에서 간첩 혐의로 각각 징역 8년형을 선고받았다. SS-18 ICBM의 설계도라고 알려졌다. 당초에는 촬영도중 체포되어 유출되지 않았다고 알려졌지만, 2017년 8월 언론보도로는 당시 설계도들이 북한으로 유출된 것으로 추정되고 있다.
우크라이나 정부와 관련 회사들은 북한에 대한 협력이 없다고 부인하고 있으나, 미국측 분석은 파산위기까지 간 회사들이라 비공식적으로 수출했을 가능성도 있다고 보고 있다. 우크라이나 국영 유즈노예 설계국과 유즈마쉬 공장은 SS-24 고체연료 3단 ICBM도 생산했는데, 고체연료 설계도까지 비공식적으로 팔았다는 보도는 없지만, 파산위기였으면 함께 팔았을 가능성도 배제할 수 없다.
그러나 RD-250은 노즐당 추력이 45톤 정도인데, 백두산 엔진은 노즐당 추력이 40톤이다. 화성 14호는 노즐 1개를 사용해 추력이 45~50톤, 화성 15호는 2개를 사용해 추력 80톤이다.

## 같이 보기
- SS-18
- 북한 신형 우주발사체
- RD-263